# Arganil
Arganil ist eine Vila und ein Kreis (Concelho) in Portugal mit 7730 Einwohnern (Stand 30. Juni 2011).

## Geschichte
Archäologische Ausgrabungen belegen eine Besiedlung der Gemeinde seit der Kupfersteinzeit. Zur Zeit der römischen Besatzung wurde die hiesige Siedlung der Lusitanier in einen römischen Garnisonsort umgewandelt. Seine ersten Stadtrechte erhielt Arganil 1134, die 1514 durch König Manuel I. erneuert wurden.
1809 war Arganil Lager für die portugiesisch-britische Armee Wellingtons, gegen die napoleonische Invasionen, in deren Zusammenhang auch die Plünderung Arganils durch die Truppen des französischen Generals Massena 1811 standen.
Seit 1853 wurden dem Kreis (Concelho) Arganil verschiedene Gemeinden (Freguesias) zugeordnet, zuletzt 1962 die Gemeinde Moura da Serra.

## Verwaltung

### Kreis
Arganil ist Sitz eines gleichnamigen Kreises. Die Nachbarkreise sind (im Uhrzeigersinn im Norden beginnend): Penacova, Tábua, Oliveira do Hospital, Seia, Covilhã, Pampilhosa da Serra, Góis sowie Vila Nova de Poiares.
Mit der Gebietsreform vom 29. September 2013 wurden mehrere Gemeinden zu neuen Gemeinden zusammengefasst, sodass sich die Zahl der Gemeinden von zuvor 18 auf 14 verringerte.
Die folgenden Gemeinden (freguesias) liegen im Kreis Arganil:

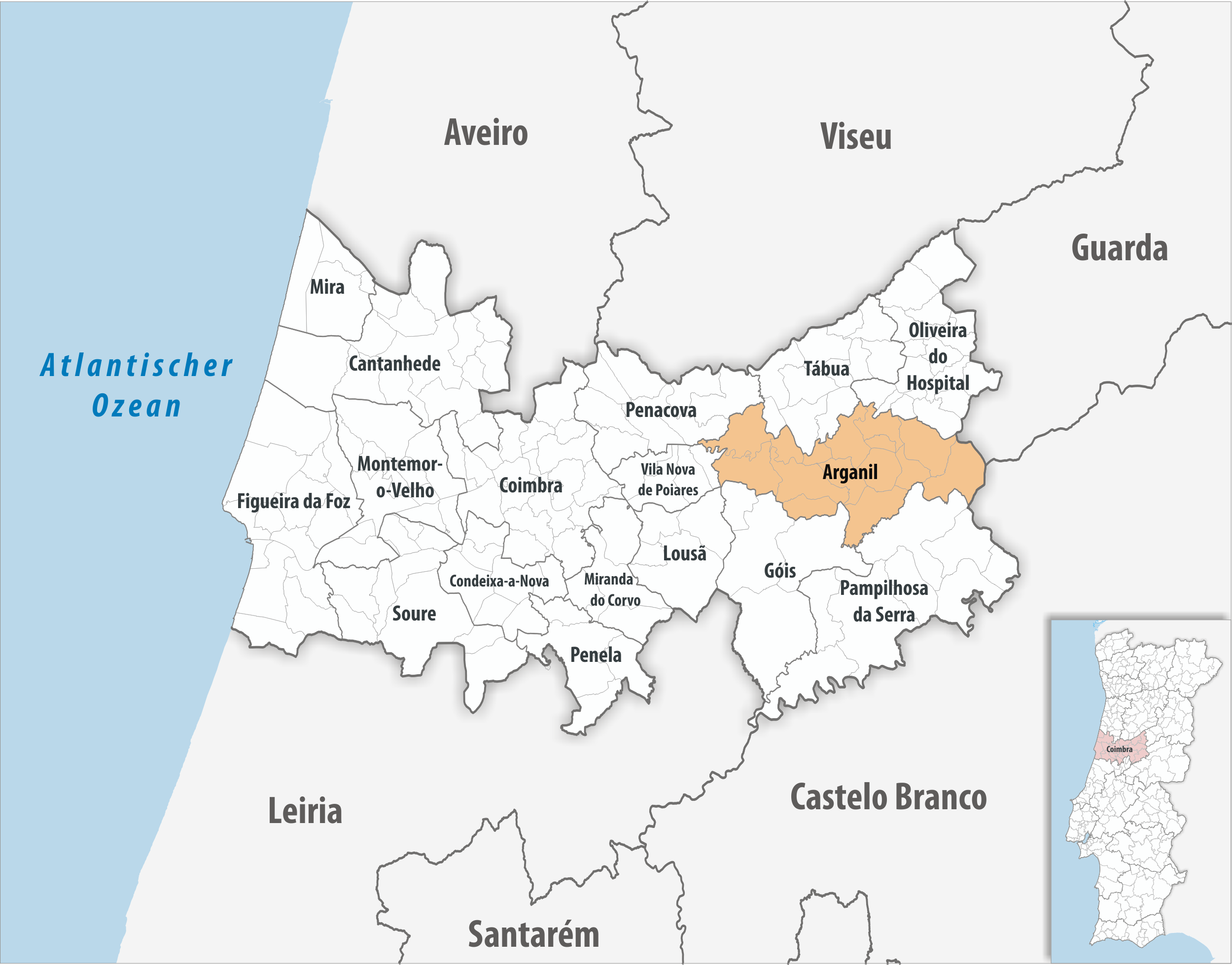
Kreis Arganil

| Gemeinde                    | Einwohner (2021) | Fläche km² | Dichte Einw./km² | LAU- Code |
| --------------------------- | ---------------- | ---------- | ---------------- | --------- |
| Arganil                     | 3.827            | 34,11      | 112              | 060102    |
| Benfeita                    | 413              | 21,77      | 19               | 060104    |
| Celavisa                    | 142              | 15,27      | 9                | 060105    |
| Cepos e Teixeira            | 198              | 32,71      | 6                | 060119    |
| Cerdeira e Moura da Serra   | 372              | 18,42      | 20               | 060120    |
| Côja e Barril de Alva       | 1.563            | 24,30      | 64               | 060121    |
| Folques                     | 342              | 18,36      | 19               | 060109    |
| Piódão                      | 120              | 36,57      | 3                | 060111    |
| Pomares                     | 431              | 31,52      | 14               | 060112    |
| Pombeiro da Beira           | 903              | 32,65      | 28               | 060113    |
| São Martinho da Cortiça     | 1.188            | 31,54      | 38               | 060114    |
| Sarzedo                     | 636              | 11,56      | 55               | 060115    |
| Secarias                    | 395              | 6,94       | 57               | 060116    |
| Vila Cova de Alva e Anseriz | 535              | 17,13      | 31               | 060122    |
| Kreis Arganil               | 11.065           | 332,85     | 33               | 0601      |

### Bevölkerungsentwicklung
Nach einer Wachstumsphase, insbesondere nach einer Reihe von Eingemeindungen ab 1853, war die strukturschwache Region seit Mitte des 20. Jahrhunderts zunehmend von Auswanderung und Landflucht betroffen.
| Bevölkerung im Kreis Arganil (1801–2011) | Bevölkerung im Kreis Arganil (1801–2011) | Bevölkerung im Kreis Arganil (1801–2011) | Bevölkerung im Kreis Arganil (1801–2011) | Bevölkerung im Kreis Arganil (1801–2011) | Bevölkerung im Kreis Arganil (1801–2011) | Bevölkerung im Kreis Arganil (1801–2011) | Bevölkerung im Kreis Arganil (1801–2011) | Bevölkerung im Kreis Arganil (1801–2011) | Bevölkerung im Kreis Arganil (1801–2011) |
| ---------------------------------------- | ---------------------------------------- | ---------------------------------------- | ---------------------------------------- | ---------------------------------------- | ---------------------------------------- | ---------------------------------------- | ---------------------------------------- | ---------------------------------------- | ---------------------------------------- |
| 1801                                     | 1849                                     | 1900                                     | 1930                                     | 1960                                     | 1981                                     | 1991                                     | 2001                                     | 2011                                     |                                          |
| 4.075                                    | 7.814                                    | 21.232                                   | 18.343                                   | 19.237                                   | 15.507                                   | 13.926                                   | 13.623                                   | 12.060                                   |                                          |

### Kommunaler Feiertag
- 7. September

### Städtepartnerschaften
- Spanien: Las Torres de Cotillas (seit 1995)
- Mosambik: Beira (seit 1999)
- Brasilien: Rio de Janeiro (seit 1999)
- Luxemburg: Dudelange (seit 2000)[6]

## Kultur und Sehenswürdigkeiten
Durch seine lange Geschichte, seine unterschiedlichen Ortschaften und seine abwechslungsreichen Berg- und Waldlandschaften verfügt der Kreis Arganil über eine Vielzahl von Sehenswürdigkeiten.
Mit Piódão liegt eines der historischen Dörfer der Aldeias Históricas de Portugal im Kreis. Dazu sind viele traditionelle Schiefer-Dörfer Teil des Kreises, darunter mit Benfeita und Vila Cova de Alva zwei Orte der Route Aldeias do Xisto. Thematisch sortierte und ausgeschilderte Wanderwege sind angelegt, teilweise mit regionaler Ausdehnung.
Im Kreis Arganil liegt der Wasserfall Cascata da Fraga da Pena, einige Flussbäder und der Stausee Albufeira das Fronhas bieten vielfältige Wassersport- und Bademöglichkeiten. Das Berggebiet der Serra do Açor (dt.: Habichtsgebirge) steht unter Naturschutz und umfasst u. a. das 68 ha große Waldgebiet Mata da Margaraça, einen der letzten erhalten gebliebenen ursprünglichen Wälder Portugals.
Zu den zahlreichen geschützten Baudenkmälern im Kreis gehört das mittelalterliche und seither mehrmals erweiterte Kloster Mosteiro de Folques (auch Mosteiro de São Pedro), neben einer Vielzahl von Sakralbauten, einigen historischen Ortskernen, Herrenhäusern und historischen öffentlichen Gebäuden. Auch die Fundstelle einer, auf eine Wallburg (Portugiesisch: Castro) der Keltiberer zurückgehende römische Lagerstätte ist als Denkmal eingetragen, der Castro da Lomba do Canho in Secarias.
Einige kulturell bedeutende Orte im Kreis sind das 1954 eröffnete und ebenfalls denkmalgeschützte Theater Teatro Alves Coelho in Arganil, die Biblioteca Municipal Miguel Torga in Arganil und die Biblioteca Alberto Martins de Carvalho in Coja, die öffentliche Galerie Sala de Exposições Temporárias Guilherme Filipe mit wechselnden Kunstausstellungen und das Centro Interpretativo de Arte Rupestre de Chãs d’Égua, ein Informationszentrum der Felsmalereien-Routen des Kreises.

## Söhne und Töchter der Stadt
- José Dias Ferreira (1837–1909), Rechtswissenschaftler und Politiker, mehrmaliger Minister, 1892/93 Premierminister
- José Alves Matoso (1860–1952), Bischof von Guarda
- Alberto da Veiga Simões (1888–1954), Botschafter von Portugal in Berlin (1922–1924 und 1933–1940)